# Mühlenstumpf (Auerberg)

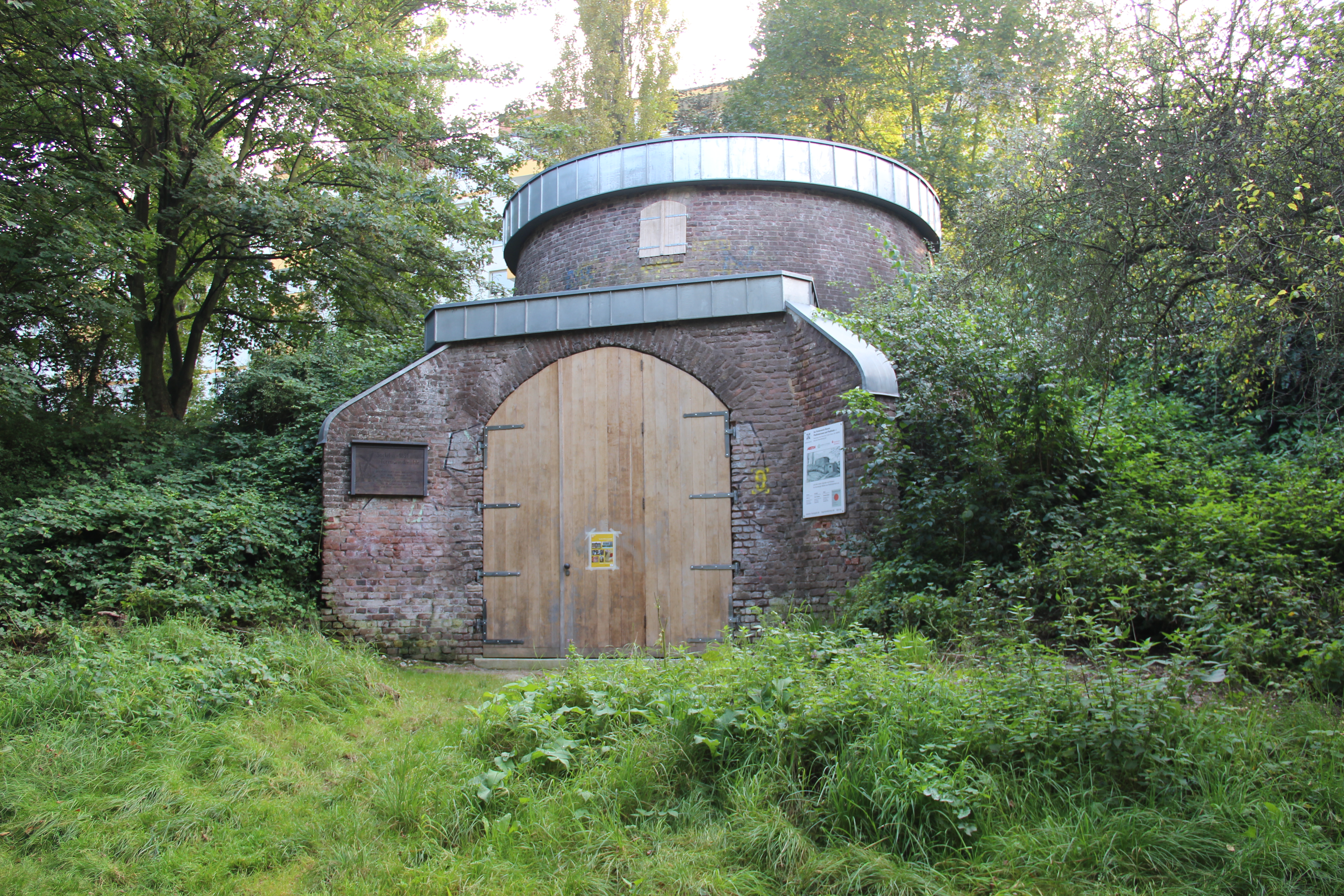
Der sanierte „Müllestumpe“ im Jahr 2014

Der Mühlenstumpf (auch: Auerbacher Mühle) im Bonner Ortsteil Auerberg liegt an der Straße An der Rheindorfer Burg 9 etwa 80 Meter westlich vom Rheindorfer Bach. Die Mühle wurde 1831 in Hanglage errichtet und dient heute örtlichen Pfadfindern als Versammlungsheim. Der im Volksmund als „Müllestumpe“ bezeichnete Mühlensockel ist Überbleibsel einer größeren Anzahl von Windmühlen in der Gegend und Namensgeber des Hauses am Müllestumpe, einer nordwärts gelegenen Hotel- und Gastronomieeinrichtung.

## Geschichte
Bereits auf einer Zeichnung zum Flussverlauf des Rheins aus dem Jahr 1620 ist eine Bockwindmühle auf dem Gebiet von Graurheindorf eingetragen. Eine französische Kartenaufnahme von Jean Joseph Tranchot aus dem Jahr 1807/08 bezeichnet am heutigen Standort eine Windmühle. 1831 wurde diese Mühle durch eine Turmwindmühle holländischer Bauart ersetzt. Die Mühle verfügte als Obendreher über eine in den Wind drehbare Haube. 1890 legte der Müller Johann Juchem die Turmwindmühle still. 1899 ging sie in den Besitz der Stadt Bonn über und wurde im Folgejahr mit Ausnahme ihres steinernen Sockels abgerissen. Der Unterbau mit seiner großen Toreinfahrt erlebte in der Folgezeit wechselnde Nutzungen als Eiskeller, Lagerhalle, Werkstatt und Stall. In den 1930er Jahren führte eine steinerne Außentreppe auf eine mit Geländer versehene Aussichtsplattform mit seinerzeit weitem Blick über das Rheintal. Nach dem Zweiten Weltkrieg zerfiel der Mühlenstumpf zusehends, Fenster-, Türöffnungen und das Tor wurden zugemauert. Der Wunsch aus Kreisen der Bevölkerung, die Mühle wieder aufzubauen, scheiterte an den Kosten.  1983 wies der Ortsausschuss Auerberg auf die Denkmalwürdigkeit des Stumpfes hin. Diesem Vorschlag folgte die Stadt Bonn, 1984 wurde der Mühlenstumpf als Relikt von Bau- und Techniktradition unter Denkmalschutz gestellt. An dem vernachlässigten Zustand änderte sich aber zunächst nichts.
2002 wurden die örtlichen Gruppen des Deutschen Pfadfinderbundes (DPB) auf das Objekt aufmerksam und bemühten sich darum, es zwecks Renovierung und Herrichtung zu einem Jugendgruppenheim in ihren Besitz zu bringen. 2004 genehmigte die Stadt Bonn diese Initiative. 2005 sagte die NRW Stiftung eine umfassende finanzielle Förderung der Renovierungsarbeiten zu. Im Jahr 2007 wurde die Mühle von der Bonner Oberbürgermeisterin, Bärbel Dieckmann, auf Basis eines Erbpachtvertrages als Vereinsheim an den Förderverein Bonner Pfadfinder und Pfadfinderinnen übergeben. Die folgende Sanierung umfasste eine Dachinstandsetzung, die Freilegung der zugemauerten Fenster, Türen und der Toreinfahrt, das Einsetzen von Fenstern, Türen und eines Tores sowie das Einziehen einer Zwischendecke mit Treppe. Anschließend stagnierte jedoch der Baufortschritt. Aufgrund des damit einhergehenden Aufwandes beziehungsweise der Weigerung der benachbarten Erbengemeinschaft, einen Anschluss über ihr Grundstück zu genehmigen, konnten über mehrere Jahre weder Wasseranschluss, noch Kanalanbindung und auch kein Strom angeschlossen werden. Eine bereits länger vorgesehene Abdichtung des Turmes am Hang konnte nach mehreren Abstimmungsprozessen mit der Unteren Denkmalbehörde schließlich ab Herbst 2019 umgesetzt werden. Zuvor lag die Luftfeuchtigkeit im unteren Raum dauerhaft bei fast 100 %. Eine Klage des Fördervereins auf Notleitungsrecht (gemäß § 917 BGB) führte schließlich zu einer gütlichen Einigung mit den Eigentümern des Nachbargrundstücks, über welches dann 2021 der Anschluss an Wasser und Abwasser vorgenommen werden konnte. Eine finanzielle Förderung der Arbeiten erfolgte im Wesentlichen über die Aktion Mensch, die Nordrhein-Westfalen-Stiftung, die Bürgerstiftung Bonn, die Sparkasse KölnBonn sowie durch die Stadt Bonn selbst und den Quartiersfond Auerberg. Mitte 2022 wurde der Abschluss der Sanierungen öffentlich gefeiert. In den fast 14 Jahren Bauzeit waren fast 200.000 € investiert und von den Pfadfindern und Pfadfinderinnen fast 3000 ehrenamtliche Arbeitsstunden geleistet worden.